# Hexachaeta amabilis
Hexachaeta amabilis är en tvåvingeart som först beskrevs av Friedrich Hermann Loew 1873.  Hexachaeta amabilis ingår i släktet Hexachaeta och familjen borrflugor. Inga underarter finns listade i Catalogue of Life.